# イスマイル・ガスプリンスキー

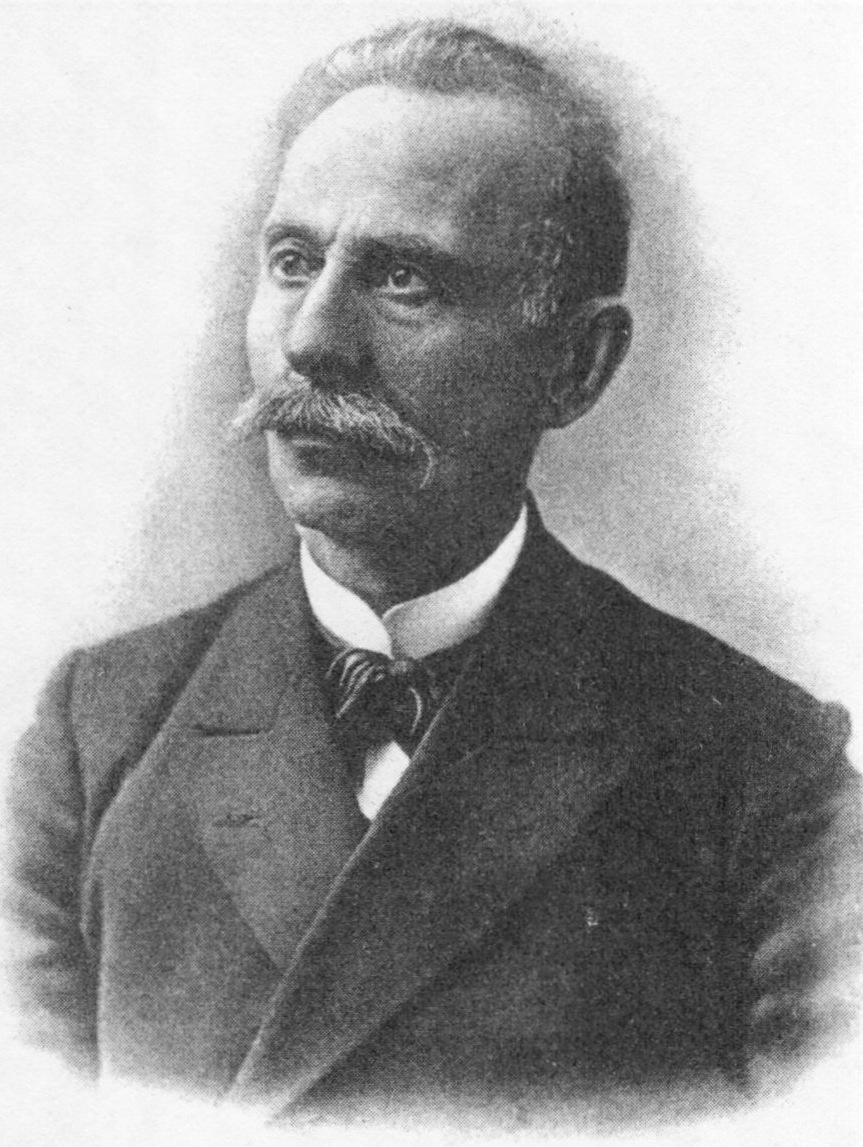
イスマイル・ガスプリンスキー

イスマイル・ガスプリンスキー（トルコ語：İsmail Gaspıralı, クリミア・タタール語: İsmail Mustafa oğlu Gasprinskiy (Gaspıralı, Gaspralı)/Исмаил Гаспринский (Гаспыралы, Гаспралы), ロシア語：Исмаи́л Гаспри́нский (Гаспыралы), ウクライナ語: Ісмаї́л Гаспри́нський, タタール語: Исмагыйль Мостафа улы  Гаспралы (Гаспринский), 1851年3月8日 – 1914年9月11日）は、19世紀後半から、20世紀初めにかけてのクリミア・タタール人の社会運動家、著述家。日本では上記のロシア語表記が一般的だが、欧米ではトルコ語のガスプラルという表記が多い。彼の姓はクリミア半島の温泉地ガスプラ（現在はロシア連邦実効支配）に由来する。
19世紀のロシア帝国内のムスリム社会で行われていた伝統的教育を、アラビア語による宗教教育に偏重しているとして批判し、トルコ語を用いた実用的な西洋式教育の普及活動を行った。

## 略歴
クリミア半島のバフチサライ市にて、旧クリミア・ハン国の貴族階級（ミールザー）の家に生まれ、シンフェロポリのギムナジア、ヴォロネシの軍ギムナジア、モスクワ軍学校で就学した後、フランスとオスマン帝国へ留学した。帰国後、1878年から1882年までバフチサライ市の市長（городская голова）を務めた。
市長を退いた後、ガスプリンスキーは教育改革に着手し、世俗的な科目を含む西洋式のカリキュラムをトルコ語で教授する学校を設立した。伝統的なマドラサなどでの教育に対し、この学校は「新方式」（ウスーリ・ジャディード）と呼ばれ、ジャディード運動と呼ばれる改革運動の語源となった。1883年にはトルコ語とロシア語のバイリンガル紙『テルジュマン』を創刊し、地方行政、宗務行政、教育制度の改革について幅広く記事を掲載したほか、各地のテュルク系諸民族が理解可能な共通文章語の創設を訴え、オスマン・トルコ語を簡略化した「共通トルコ語」による紙面作りを行った。このような主張はロシア帝国内外のムスリム社会に大きな影響を与えた。
1905年のロシア第一革命では、アブデュルレシト・イブラヒムやユースフ・アクチュラ らとともに、ムスリムの権利擁護のために積極的に活動し、全ロシア・ムスリム大会の開催や政党「ムスリム連盟 (İttifaq-ı Müslimin)」の結成にも中心的な役割を果たした。
娘シェフィカ・ガスピラリ（Şefika Gaspıralı、ロシア語：Шефика Гаспринская）は、女性教育活動家として著名であり、1906年に女性向け雑誌『アレム・イ・ニスヴァン』（「女性の世界」）の編集長を務め、トルコ系女性の教育と社会的地位の向上を推進した。
ガスプリンスキーの主張はロシア当局からは汎テュルク主義と警戒され、ソビエト連邦時代には民族主義者として否定的な扱いを受けたが、1970年代のクリミア・タタール人の復権以降再評価が進んでいる。